# کومبوس-یونگو
کومبوس-یونگو شهری در شهرستان دولوگو در استان بازگا در بورکینافاسوی مرکزی است و جمعیت آن ۹۰ نفر است.